# Isla Gable
La isla Gable es una isla perteneciente al Departamento Ushuaia de la Provincia de Tierra del Fuego, Antártida e Islas del Atlántico Sur en la Argentina. Se halla en el canal Beagle a 54°54′S 67°29′O / -54.900, -67.483, tiene una superficie aproximada de 22 km² y su población es de 50 habitantes.

## Historia
La isla se halla en el área que era recorrida y habitada por los canoeros yámanas, sus primitivos habitantes. Para el mundo occidental fue descubierta por la expedición británica del HMS Beagle en 1830 al mando de Robert Fitz Roy, apareciendo cartografiadas en un mapa británico de 1841 como si fuera una península. Fue reconocida como isla y bautizada con el nombre de Gable por el Reverendo Waite Stirling en 1869. Su nombre se debe al aspecto del acantilado en el margen occidental de la isla Frontón Gable, que muestra una serie de facetas triangulares similares a la terminación superior de una pared flanqueada por un techo a dos aguas, lo que en inglés se conoce como «gable» (en español, gablete). En septiembre de 1892 la expedición francesa del barco Romanche, al mando de Le Martial, la cartografió como isla. El 29 de septiembre de 1886 el gobierno argentino cedió 8 leguas cuadrada al misionero Thomas Bridges, quien creó la Estancia Harberton en la que podía incluir al grupo de las islas Gable.

## Geografía
La isla Gable está acompañada por una veintena de islas e islotes menores, de las cuales las más grandes son: Warú, Martillo (Yecapasela), Upú e isla Yunque. Al norte se halla la isla Grande de Tierra del Fuego, separada por menos de 200 metros en su parte más cercana. En su costa oeste la isla presenta un acantilado característico conocido como Frontón Gable. El borde sur de la isla Gable está separado de la isla Navarino por el paso Mackinlay, de entre 1 y 2 km de ancho, comprendido entre las puntas Mackinlay (Este) y Gable (Oeste).

## Flora y fauna
En el extremo sur de la isla Gable se encuentra un tipo de vegetación caracterizada por el Bosque caducifolio magallánico, cuyas especies características son lenga (Nothofagus pumilio), junto con el ñire (Nothofagus antarctica) en las áreas más secas, coihue de Magallanes (Nothofagus betuloides) en las áreas más húmedas y algunas zonas de matorrales, y tundra magallánica en áreas de drenaje pobre. La fauna se compone de mamíferos marinos que alcanzan sus costas (pingüinos, lobos marinos de uno y dos pelos, nutrias marinas, gaviotas, cormoranes, petrel) y, en las lagunas interiores, el huillín o nutria de agua dulce (Lutra provocax) y el pez puyen o cuyén (Galaxias maculatus). Además se han introducido cabras (1868) y ciervos colorados (1973).

## Disputa por su soberanía

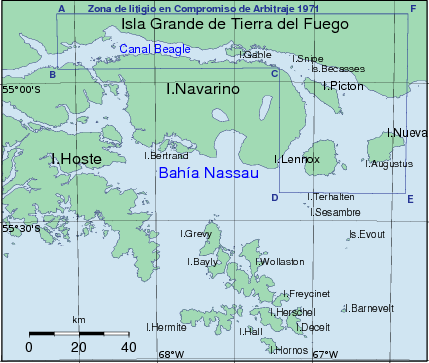
Mapa del área sometida al Laudo Arbitral de 1977 en donde se ve la isla Gable.

El grupo de las islas Gable se vieron envueltas en la disputa limítrofe entre la Argentina y Chile, conocida como Conflicto del Beagle. Luego de la firma del Tratado de 1881 entre Argentina y Chile, este último país entendía que todas las islas ubicadas dentro del canal Beagle le pertenecían, mientras que la Argentina estaba en posesión de la isla Gable desde 1886 cuando fue ocupada por Bridges. Un intento de compromiso de arbitraje entre los dos países en 1960, que no se llevó a cabo, adjudicaba estas islas a la Argentina. En 1971 se firmó otro compromiso de arbitraje que derivó en el Laudo Arbitral de 1977, el cual adjudicó las islas Gable a la Argentina y delimitó sus aguas adyacentes, pero fue declarado nulo por este país, aunque aceptado por Chile. Finalmente, el Tratado de Paz y Amistad de 1984 reconoció definitivamente la soberanía argentina sobre estas islas. 